# (12289) Carnot
(12289) Carnot  es un asteroide perteneciente al cinturón de asteroides, descubierto el 8 de abril de 1991 por Eric Walter Elst desde el Observatorio La Silla, en Chile.

## Designación y nombre
Carnot se designó inicialmente como 1991 GP7.
Más adelante fue nombrado en honor al físico e ingeniero francés Nicolas Léonard Sadi Carnot (1796-1832).

## Características orbitales
Carnot orbita a una distancia media del Sol de 2,2327 ua, pudiendo acercarse hasta 2,0254 ua y alejarse hasta 2,4401 ua. Tiene una excentricidad de 0,0928 y una inclinación orbital de 2,3882° grados. Emplea en completar una órbita alrededor del Sol 1218 días.

## Características físicas
Su magnitud absoluta es 14,2. Tiene 3,617 km de diámetro. Su albedo se estima en 0,309.